# Place du Docteur-Antoine-Béclère
La place du Docteur-Antoine-Béclère est une voie située dans le quartier des Quinze-Vingts du 12e arrondissement de Paris.

## Situation et accès
La place du Docteur-Antoine-Béclère est accessible à proximité par la ligne de métro 8 à la station Faidherbe - Chaligny.

## Origine du nom
Elle porte le nom du médecin radiologue Antoine Béclère (1856-1939).

## Historique
Anciennement nommée « place de l'Hôpital-Saint-Antoine » en raison de sa localisation à l'entrée de l'hôpital homonyme, elle prend en 1970 son nom actuel.

## Bâtiments remarquables et lieux de mémoire
- L'hôpital Saint-Antoine
- Accès à la station de métro Faidherbe - Chaligny
- Jardinet du Docteur-Antoine-Béclère